# Dancing Water Theater
Het Dancing Water Theater was een waterorgelshow in attractiepark Slagharen. De show kende twee varianten:
- Show 1 met countrymuziek;
- Show 2 met een medley van klassiekers van Kinderen voor Kinderen.

De attractie had een theaterindeling. Het waterorgeltheater sloot in 2014. Slagharen meldde toen dat het waterorgel zou terugkeren. Het is echter nog steeds gesloten. De ingang is niet te bereiken door het nieuw gebouwde zwembad, wat in het attractiepark operationeel is.
Afbeeldingen · Main Street